# Jarciería
Jarciería es el término que se refiere a toda aquella mercancía que se denomina comúnmente instrumentos de limpieza. Existe gran variedad de jarciería a la venta ya sea en la típica tienda de autoservicio o bien en compañías especializadas. No confundir con jarcería la cual, se refiere a la tienda donde se venden objetos de fibra vegetal.

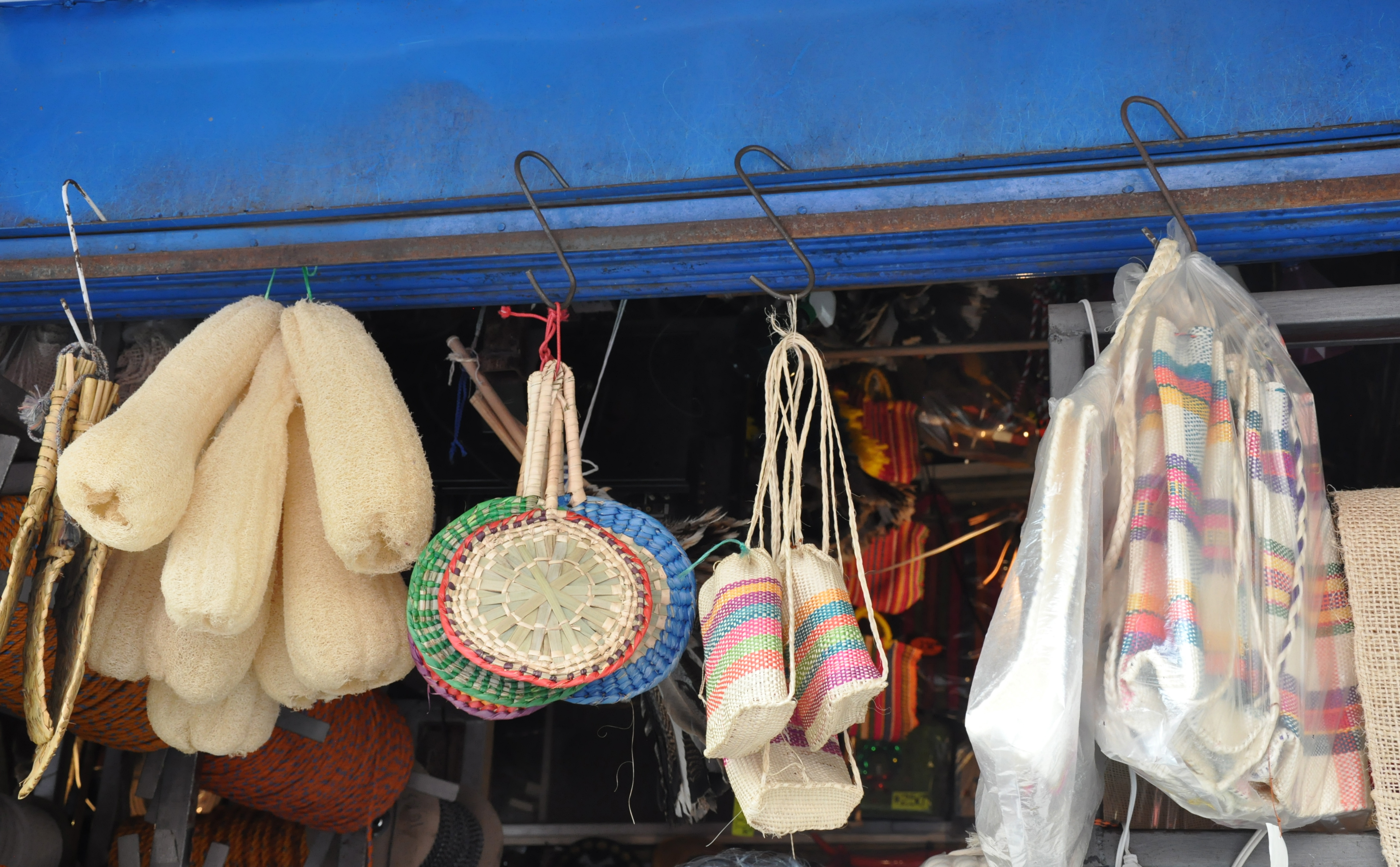
Productos de Jarcería.

## Productos
Entre los productos de jarciería se pueden encontrar:
- Escobas: Estas pueden ser, las típicas escobas de paja con mango de madera, o las diferentes variedades de tipo abanico o cepillo.
- Trapeadores: Son los famosos mechudos, que pueden estar hechos ya sea de tela o de trapo, generalmente son complementados por una cubeta exprimidora que facilita el trabajo.
- Cepillos: Los más comunes son para limpiar los excusados del baño, aunque también los hay para limpiar trastos.
- Mopeadores: Son los que comúnmente observamos en manos de empleados de limpieza en grandes centros comerciales, los cuales se usan para ir recogiendo la basura que los clientes arrojan al suelo.
- Recogedores: Los hay muy variados, pero la diferencia más marcada está en los que tienen un labio de hule para facilitar más el recoger la basura del suelo, y los que no lo tienen.
- Fibras: Existen también muchas y muy variadas, duras, suaves o mixtas. Especiales para los trastes de la cocina, para las ollas con teflón o para la cristalería. También las hay de acero, desde normales hasta cobrizadas.
- Guantes de cocina: De cuatro diferentes tamaños, chico, mediano, grande y extragrande, gran variedad de colores, los hay también afelpados, satinados, con antiderrapantes, los hay también de "segunda piel" y a veces el tipo común de guante de cirujano conocido como de "látex" también puede ser clasificado como de jarciería.Escobas de paja.Estropajos.
- Discos para pulir pisos.
- Limpiavidrios. Franelas.
- Trapos de cocina.
- Jergas.
- Plumeros.
- Pinzas para colgar la ropa.
- Tendederos para colgar la ropa.
- Lazos.

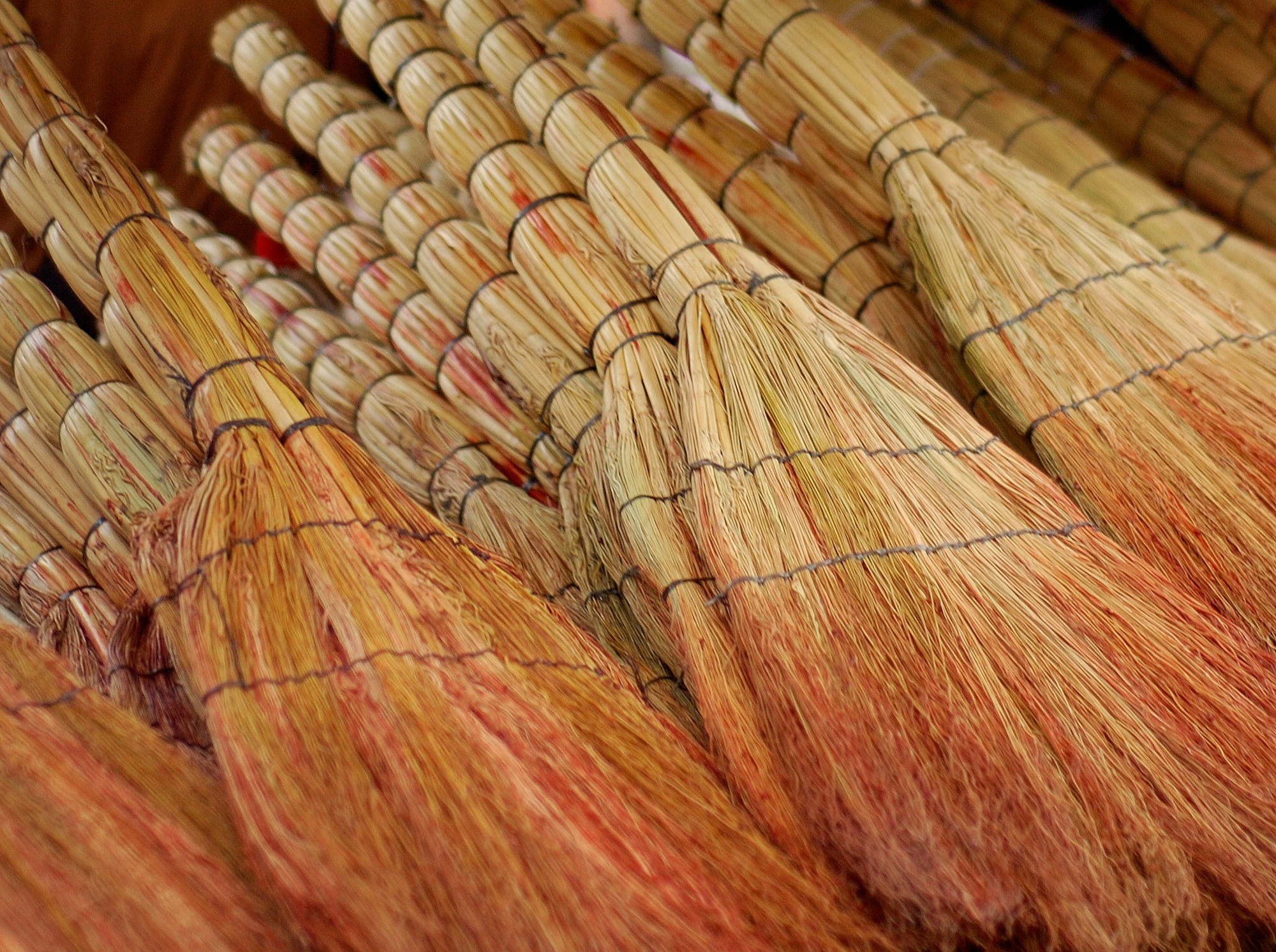
Escobas de paja.

- Piedra pómez o pómex. Piedra que se usa tallar muebles de baño
- Jabones de Ixtle.
- Burros de planchar (algunas tiendas de autoservicio las clasifican como jarciería y otras no)

También existen ciertos productos químicos sanitarios en varias presentaciones ya sean líquidos o polvos, los cuales se pueden llegar a considerar como parte de la jarciería.